# Hermandad del Perdón (Jerez)
La Piadosa Hermandad y Cofradía de Nazarenos del Santísimo Cristo del Perdón, María Santísima del Perpetuo Socorro y San José Obrero, conocida popularmente como la Hermandad del Perdón, es una hermandad y cofradía religiosa instaurada en la Ermita de Guía, en la ciudad de Jerez de la Frontera.
La cofradía que participa en la Semana Santa en Jerez de la Frontera, es una de las 6 hermandades que procesionan en la jornada del Domingo de Ramos, su cortejo cuenta con 200 nazarenos y 100 costaleros entre el paso de misterio y el paso de palio, en la actualidad cuenta con más de 400 hermanos.

## Historia
Fue fundada en 1963 en la Parroquia de Santa Ana de Jerez de la Frontera por un grupo de obreros y vecinos del barrio de La Plata. Una de las ideas con la que se fundó fue el traer al obrero a la Iglesia. La primera salida se realizó en conjunto con la Hermandad de la Candelaria.
La Imagen del Crucificado fue encargada entre 1963-1965, la primera salida del Cristo fue en un Viacrucis presidido por la bendita imagen en 1967. Y la de la Virgen fue encontrada por Jose Luis Repetto en una alhacena de la Catedral de San Salvador en 1975.
A lo largo de su historia procesionó en 1973 el Sábado Santo a modo provisional, inmediatamente después, en el año 1974 comenzó a procesionar durante el Viernes Santo, efectuando su salida a las cuatro de la tarde. A partir del año 1992, cambia su hora de salida a las 3:30 de la mañana, por lo cual en términos cofrades realiza su salida durante la Madrugá, hasta que finalmente, en el año 2007 comienzan a salir en la tarde del Domingo de Ramos.

## Imágenes

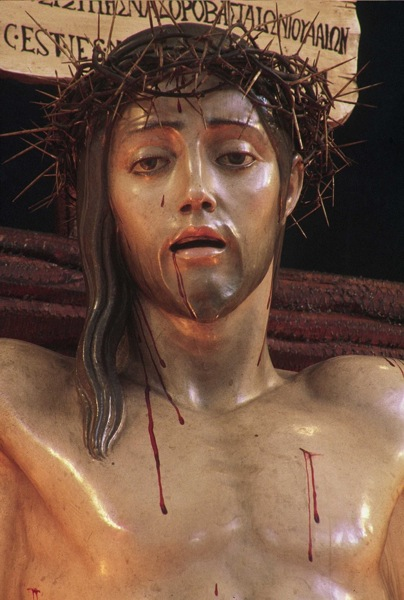
Santísimo Cristo del Perdón.

El Crucificado es obra de Francisco Pinto Berraquero, realizado en el año 1965, representa un Cristo joven que mira con dulzura a la persona que se postre ante el, el señor en sí se trata de una mezcla de estilos, entre los cuales se encuentran, por ejemplo: románico, gótico, cubismo, etc.

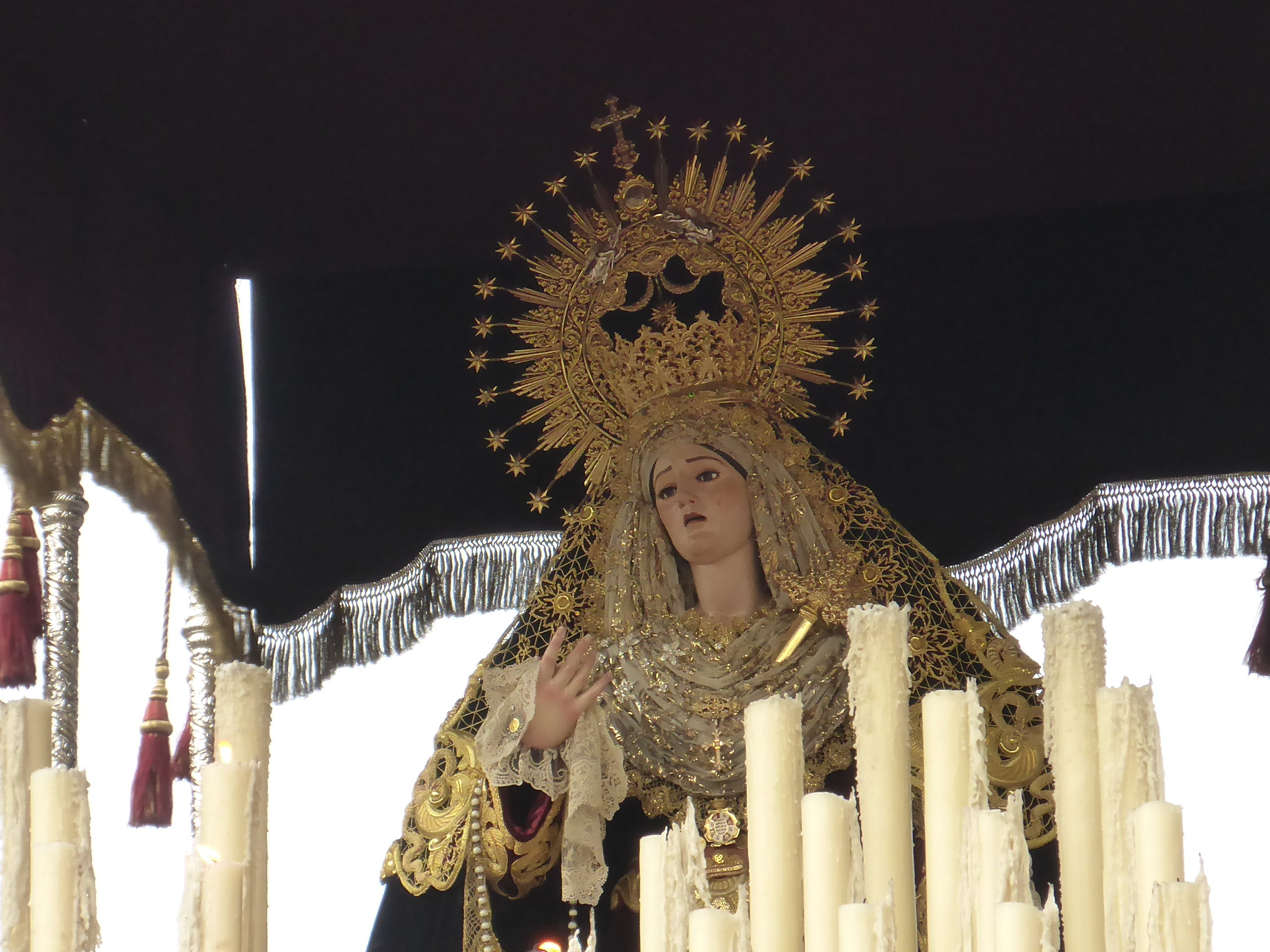
María Santísima del Perpetuo Socorro

La Dolorosa obra en terracota del siglo XVIII]] esculpida por Jacome Baccaro, escultor italiano afincado en Jerez, fue originariamente realizada para la Hermandad de la Amargura, y se trataba de un busto, no procesional. El paso de los años hizo que la bendita Imagen acabase en esta cofradía.

## Iconógrafia
En el paso de Misterio se representa el momento en que Jesucristo perdona al buen ladrón Dimas. Entonces Jesús le dijo: De cierto te digo, que hoy estarás conmigo en el paraíso. "Lc 23,43"
El segundo paso, María Santísima del Perpetuo Socorro va bajo Palio, siendo obra de Diego Manuel Felices de Molina en el siglo XVIII.

## Escudo

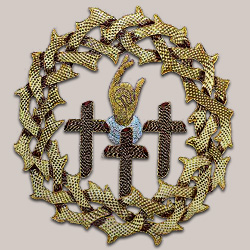
Escudo de la Hermandad del Perdón de Jerez

Dentro de una corona de espinas las tres cruces del Monte Calvario (con unos cortes diagonales en sus extremos, característicos de esta corporación), sobre la cruz central la mano de un sacerdote en el momento de la absolución de los pecados, símbolo del Perdón de Dios.

## Túnica
Se compone de antifaz y túnica de cola azul marinos, con botonadura burdeos, cinturón de esparto, sandalias de color camel y escudo bordado en oro sobre el pecho.

## Altar de insignias
- Cruz de guía, de estilo arbóreo, y realizada en plata cofradiera.
- Campana muñidora, para indicar a los nazarenos en qué momento deben subir o bajar los cirios. En la misma está labrado el escudo de la cofradía.
- Dos banderas de hermandad, con una cruz y sus colores corporativos, el azul marino y el burdeos.
- Banderín de San José, es la representación del tercer titular de la cofradía en la tarde del Domingo de Ramos.
- El Libro de Reglas, con las directrices y normas de la Hermandad.
- Bandera Concepcionista
- Guion corporativo, con el escudo de la Hermandad bordado en hilo de oro, sobre terciopelo azul marino.
- Libro de difuntos.
- Juego de varas y palermos.

## Pasos

### Paso de misterio

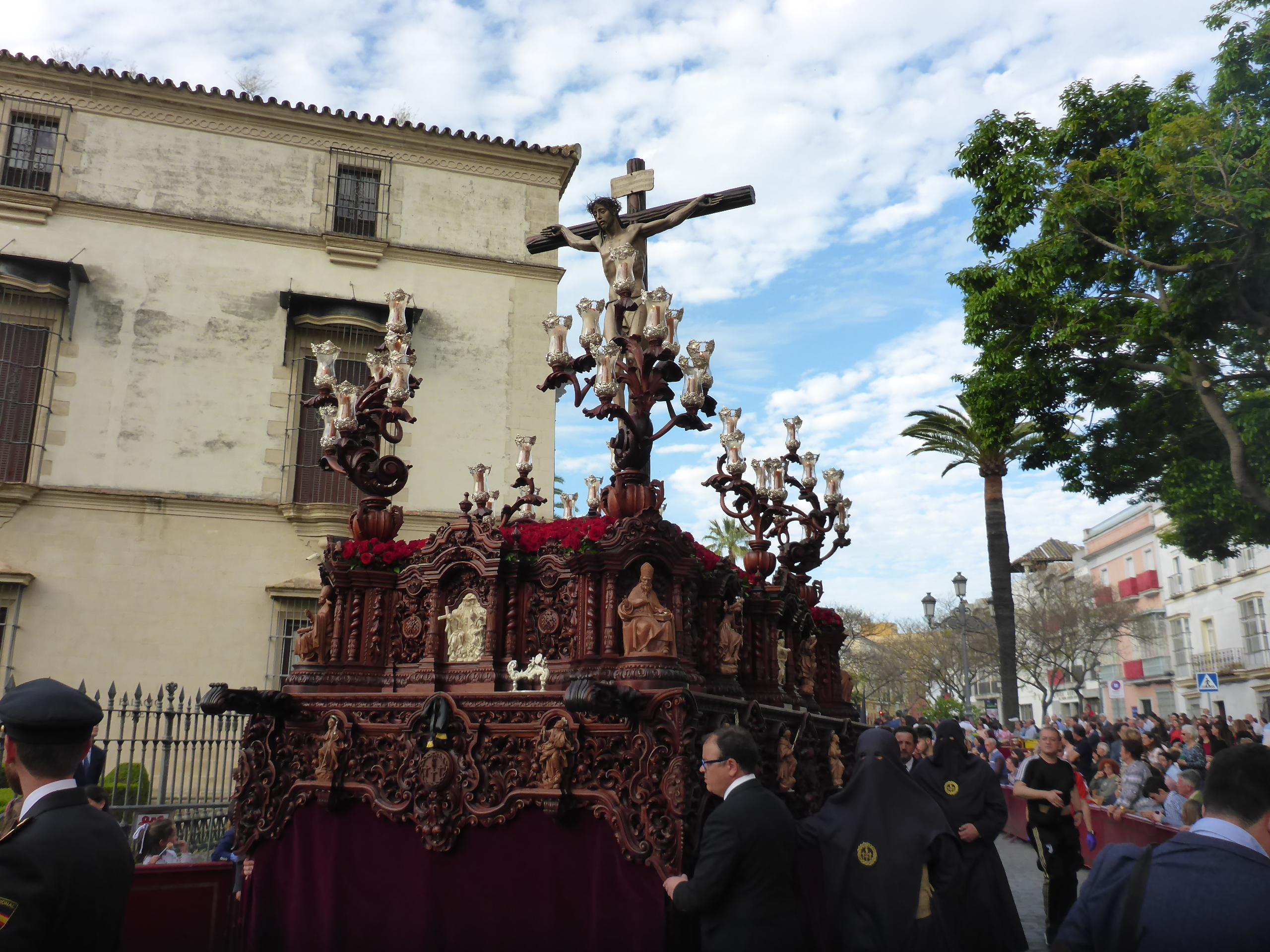
Paso del Cristo del Perdón.

El paso de misterio es de caoba del Brasil y fue realizado por Antonio Martín Fernández, adaptando el diseño original del hermano y diseñador Manuel Salado.
En las cuatro cartelas aparecen distintos momentos de la vida de Jesús, como son: LA Santísima Trinidad (en el frontal), la Sagrada Familia(en el costero derecho), el Bautismo de Jesús (en el costero izquierdo) y la Conversión de San Dimas (en la trasera); en las esquinas del mismo aparecen los cuatro Padres de la Iglesia Latina: San Agustín de Hipona, San Gregorio Magno, San Ambrosio de Milán y San Jerónimo de Estridón. En los laterales de los respiraderos aparecen los arcángeles San Gabriel, San Miguel, San Rafael y el Santo Ángel de la Guarda.
Sobre el paso, van acompañando al Señor cuatro candelabros de guardabrisas en caoba con apliques de plata, y dos candelabros más a los lados.

### Paso de palio

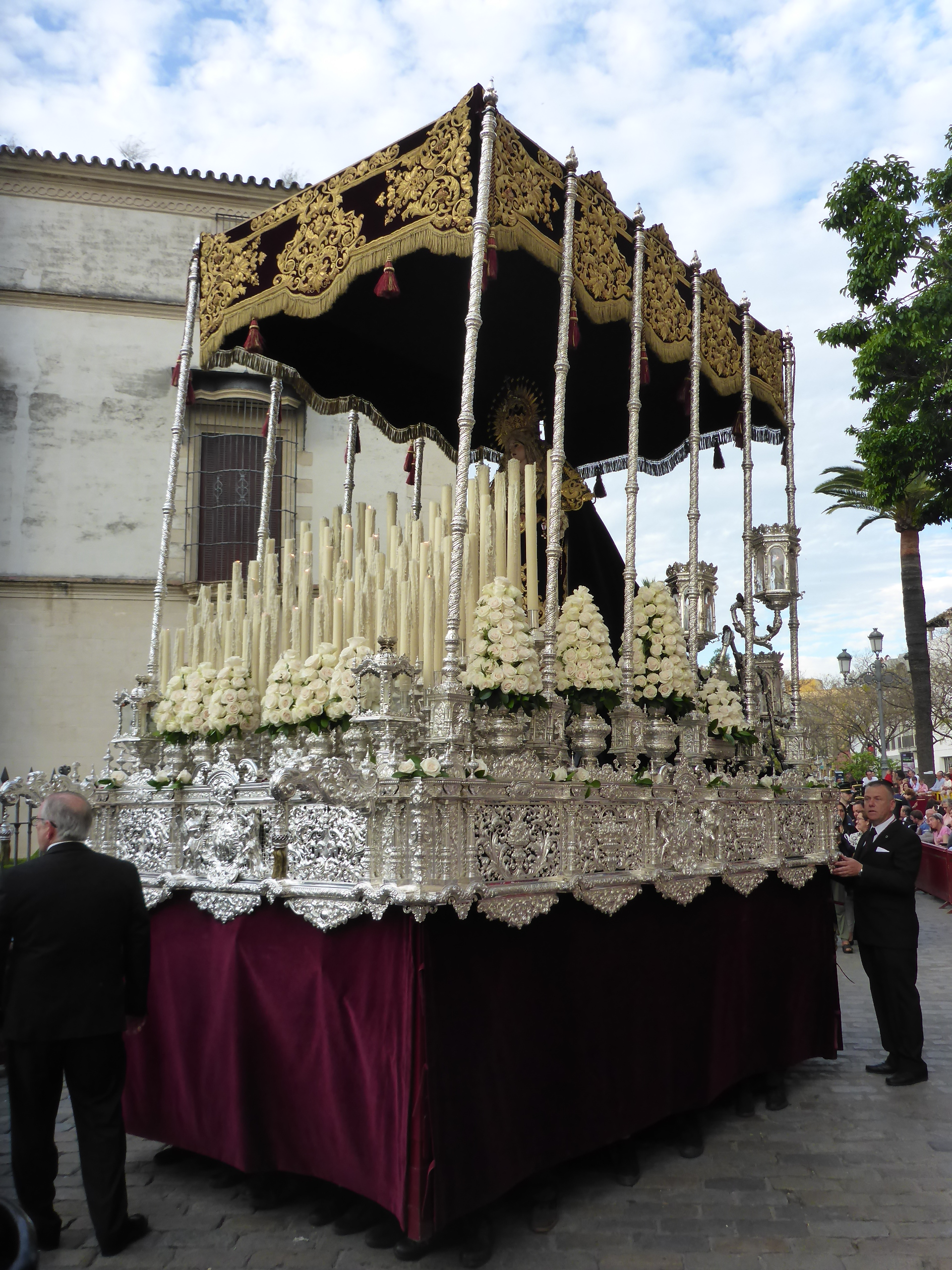
Paso María Santísima del Perpetuo Socorro.

El paso de palio está realizado según el boceto del orfebre Manuel de los Ríos Navarro y el borrador Fernando Calderón. Las bambalinas pretenden mezclar los estilos de cajón y sevillano, están bordadas en oro, y sobre terciopelo burdeos. En la trasera del paso van los ya populares "farolabros"  como llaman al híbrido candelabro de cola, surgido tras la mezcla de los estilos mencionados anteriormente, se trata de unos candelabros de cola, con tres brazos y coronados con grandes faroles.

## Sede

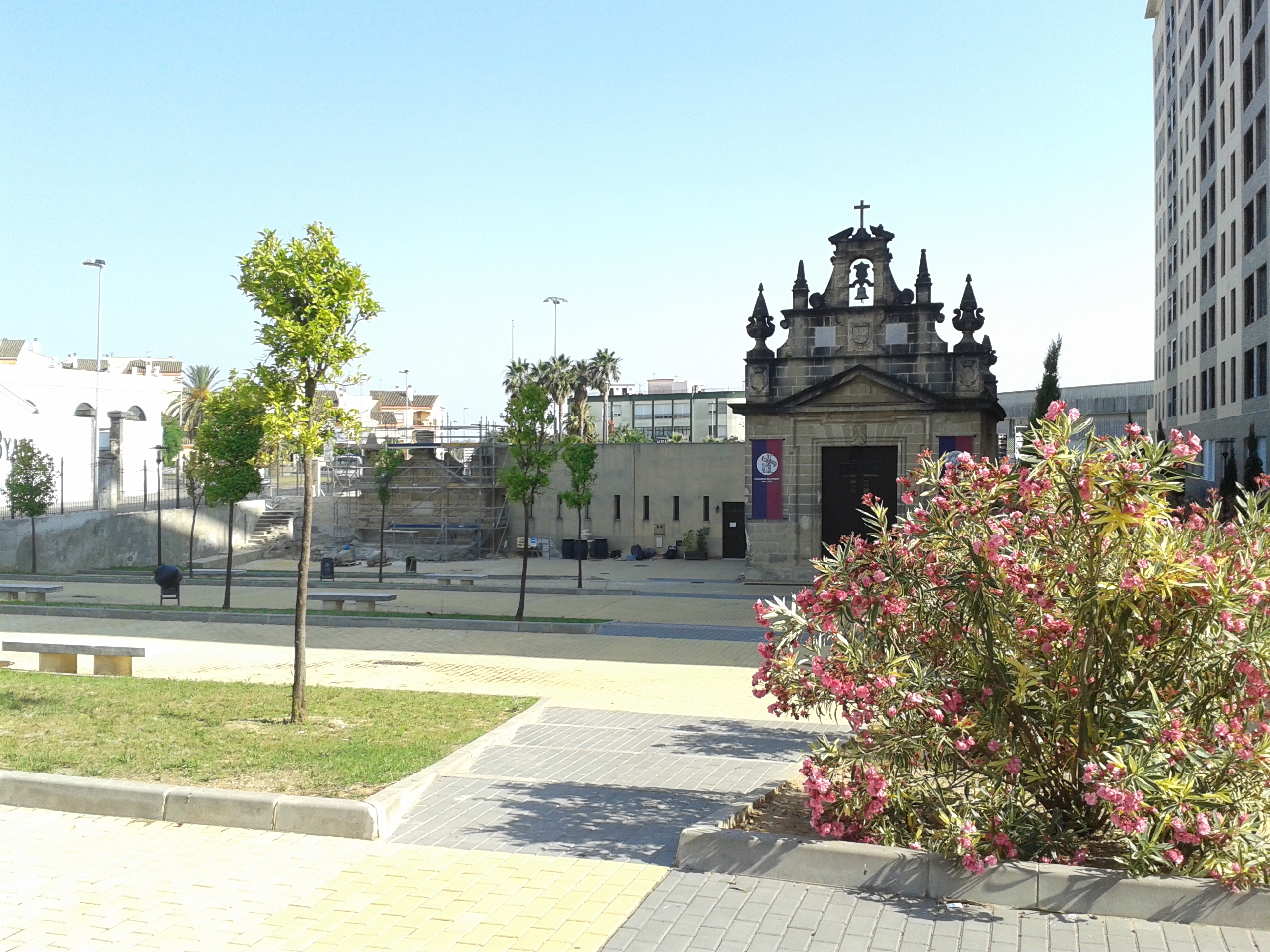
Ermita de Guía

La hermandad fue fundada en la parroquia de Santa Ana, durante un leve periodo, por obras en Santa Ana las Imágenes tuvieron que ser trasladadas a la Iglesia de la Victoria (Jerez de la Frontera), en 1998 se trasladaron a su actual sede, la Ermita de Guía tras 11 años, se produjo unas importantes inundaciones, las cuales fueron fatales para la hermandad, y tras la cual se vieron obligados a trasladarse a la Catedral y la Parroquia de San Dionisio, mientras que la Ermita era reparada y sus alrededores adecentados, tras este periodo de dos años pudieron volver a su sede canónica, la Ermita de Guía.

## Paso por Carrera Oficial
| Predecesor: Pasión | Orden de entrada en Carrera Oficial (Domingo de Ramos) 4º lugar | Sucesor: El Transporte |